# Chaptalac
Chaptalac (en francès Chaptelat) és un municipi francès situat al departament de l'Alta Viena i a la regió de la Nova Aquitània.

## Demografia
| 1962                                       | 1968 | 1975 | 1982 | 1990  | 1999  | 2006  | 2007  | 2008  |
| ------------------------------------------ | ---- | ---- | ---- | ----- | ----- | ----- | ----- | ----- |
| 492                                        | 564  | 612  | 943  | 1.288 | 1.465 | 1.558 | 1.542 | 1.644 |
| Des de 1962: població sense dobles comptes |      |      |      |       |       |       |       |       |

## Administració
| Període   | Identitat       | Partit |
| --------- | --------------- | ------ |
| 1947-1969 | André Foussat   |        |
| 1969-1971 | Georges Rodier  |        |
| 1971-1995 | Robert Aymard   |        |
| 1995-     | Stéphane Cambou |        |